# Лајкенс (Пенсилванија)
Лајкенс (енгл. Lykens) град је у америчкој савезној држави Пенсилванија.

## Демографија
По попису из 2010. године број становника је 1.779, што је 158 (-8,2%) становника мање него 2000. године.
| Група             | 2000.         | 2010.         |
| Белци             | 1.884 (97,3%) | 1.702 (95,7%) |
| Афроамериканци    | 7 (0,4%)      | 2 (0,1%)      |
| Азијати           | 15 (0,8%)     | 20 (1,1%)     |
| Хиспаноамериканци | 10 (0,5%)     | 39 (2,2%)     |
| Укупно            | 1.937         | 1.779         |